# Ahmadpur Sial
Ahmadpur Sial é uma cidade do Paquistão localizada na província de Punjab.